# Pauline Wiertz
Pauline Wiertz (Amsterdam, 16 mei 1955 – aldaar, 26 april 2019) was een Nederlands beeldend kunstenaar die actief was als beeldhouwer, keramist en sieraadontwerper. Zij was werkzaam in Amsterdam.

## Biografie
Wiertz was opgeleid tot keramist aan de Gerrit Rietveld Academie te Amsterdam (1972-1977). Naast keramiek en monumentaal werk vervaardigde Wiertz sieraden. Ook had Wiertz docentschappen en gaf ze gastlessen aan verschillende opleidingen zoals de Academie Minerva (1988-1989), de Design Academy Eindhoven (2002), het Sandberg Instituut (2003) en de Rietveld Academie (2000).
Op het WG-Plein, Amsterdam-West liggen stoeptegels ontworpen door Wiertz onder de titel Microben. Ze voerde atelier aan dat plein.